# جائزة إيميت
جائزة إيميت EMET للفنون والعلوم والثقافة هي جائزة إسرائيلية تُمنح سنويًا للتميز في الإنجازات الأكاديمية والمهنية التي لها تأثير بعيد المدى وتقدم مساهمة كبيرة للمجتمع. 
تُمنح الجائزة في الفئات الخمس التالية: العلوم الدقيقة وعلوم الحياة والعلوم الاجتماعية والعلوم الإنسانية والثقافة والفنون.
الجوائز التي تبلغ قيمتها الإجمالية مليون دولار، ترعاها مؤسسة إيه إم إن لتقدم العلوم والفنون والثقافة في إسرائيل، تحت رعاية رئيس وزراء إسرائيل وبالتعاون معه.
تُمنح للمواطنين الإسرائيليين، وفي ظروف معينة لغير المواطنين الذين يقيمون في إسرائيل ويعتبرون إسرائيل موطنهم الدائم.
تدير الجائزة لجنة مكونة من ممثلين يعينهم رئيس الوزراء  ومؤسسة إيه إم إن.

## الحاصلون على الجائزة

### 2022
| فئة الجائزة       | مجال         | الفائزون                                                           |
| ----------------- | ------------ | ------------------------------------------------------------------ |
| علوم الحياة       | أبحاث الدماغ | البروفيسور هيرمونا سوريك والبروفيسور رافائيل ملاخ [الإنجليزية]     |
| العلوم الاجتماعية | قانون        | البروفيسور روث لابيدوث والبروفيسور أمنون روبنشتاين                 |
| العلوم الإنسانية  | علم الآثار   | البروفيسور عوديد ليبشيتس والبروفيسور جدعون شيلاخ لافي [الإنجليزية] |

### 2020
| فئة الجائزة       | مجال                | الفائزون                                                                         |
| ----------------- | ------------------- | -------------------------------------------------------------------------------- |
| العلوم الدقيقة    | تكنولوجيا النانو    | البروفيسور رشيف تين والبروفيسور يحزكيل بارينهولتز                                |
| علوم الحياة       | الكيمياء الحيوية    | الاستاذ دان توفيق                                                                |
| العلوم الاجتماعية | علم النفس           | البروفيسور روث فيلدمان                                                           |
| العلوم الإنسانية  | أبحاث الكتاب المقدس | البروفيسور ديفورا ديمانت [الإنجليزية] والبروفيسور إليعازر جرينشتاين [الإنجليزية] |
| الثقافة والفنون   | بنيان               | البرفيسور براخا حيوتين [الإنجليزية] والبروفيسور شامي آصف [الإنجليزية]            |

### 2019
| فئة الجائزة       | مجال                          | الفائزون                                                                                             |
| ----------------- | ----------------------------- | --- |
| العلوم الدقيقة    | الفيزياء وأبحاث الفضاء        | البروفيسور مردخاي سيغيف والبروفيسور تسفي بيران                                                       |
| علوم الحياة       | الطب الحيوي                   | البروفيسور ميخال شوارتز والبروفيسور يائير رايزنر [الإنجليزية] والبروفيسور ينون بن نيريا [الإنجليزية] |
| العلوم الاجتماعية | العلوم السياسية والاستراتيجية | البروفيسور عازار جات والبروفيسور أفنير دي شاليط [الإنجليزية]                                         |
| العلوم الإنسانية  | تاريخ                         | البروفيسور ميكال سوبيل [الإنجليزية] والبروفيسور بنيامين ز. كيدار                                     |
| الثقافة والفنون   | الترجمة - الشعر والأدب        | الدكتورة حنا عميت كوخافي [الإنجليزية] والدكتور ديفيد فاينفيلد [الإنجليزية]                           |

### 2018
| فئة الجائزة       | مجال                         | الفائزون                                                                            |
| ----------------- | ---------------------------- | ----------------------------------------------------------------------------------- |
| العلوم الدقيقة    | كيمياء                       | البروفيسور مئير لاهاف والبروفيسور ليزلي ليسيروويتز                                  |
| علوم الحياة       | علم الوراثة                  | البروفيسور حنا إنجيلبيرج كولكا [الإنجليزية] والبروفيسور إفرات ليفي لحد [الإنجليزية] |
| العلوم الاجتماعية | علم الاجتماع والأنثروبولوجيا | البروفيسور إيفا إيلوز والبروفيسور حنا هرتسوغ                                        |
| العلوم الإنسانية  | القانون اليهودي              | البروفيسور ناحوم راكوفر                                                             |
| الثقافة والفنون   | التصوير                      | السيدة ميشال روفنر والسيد شارون يعاري [الإنجليزية]                                  |

### 2017
| فئة الجائزة       | مجال                          | الفائزون                                           |
| ----------------- | ----------------------------- | -------------------------------------------------- |
| العلوم الدقيقة    | هندسة الكمبيوتر والإلكترونيات | البروفيسور يعقوب زيف                               |
| علوم الحياة       | ابحاث السرطان                 | البروفيسور زيليج إشار والبروفيسور ألكسندر ليفيتسكي |
| العلوم الاجتماعية | اقتصاديات                     | البروفيسور عساف رازين                              |
| العلوم الإنسانية  | فلسفة                         | البروفيسور ديفيد هايد [الإنجليزية]                 |
| الثقافة والفنون   | مسرح                          | السيد عوديد كوتلر والسيد أرييه يفغيني [الإنجليزية] |

### 2016
| فئة الجائزة       | مجال              | الفائزون                                                               |
| ----------------- | ----------------- | ---------------------------------------------------------------------- |
| العلوم الدقيقة    | الرياضيات         | البروفيسور ديفيد كازدان والبروفيسور جوزيف بيرنشتاين                    |
| علوم الحياة       | أبحاث الدماغ      | البروفيسور حاييم سومبولينسكي                                           |
| العلوم الاجتماعية | الخدمة الاجتماعية | الأستاذة زهافا سليمان [الإنجليزية] والأستاذ رامي بنبنيشتي [الإنجليزية] |
| العلوم الإنسانية  | أبحاث الهولوكوست  | البروفيسور يهودا باور                                                  |
| الثقافة والفنون   | الأدب العبري      | المؤلف أبراهام ب. يهوشوا والمؤلف رونيت ماتالون                         |

### 2015
| فئة الجائزة            | مجال               | الفائزون                                              |
| ---------------------- | ------------------ | ----------------------------------------------------- |
| العلوم الدقيقة         | علوم الأرض والبيئة | البروفيسور جوزيف لويا والبروفيسور دانييل روزنفيلد     |
| علوم الحياة            | زراعة              | البروفيسور موريس سولر، والبروفيسور داني زامير         |
| العلوم الاجتماعية      | تعليم              | البروفيسور بات شيفا أيلون والبروفيسور ميريام بن بيرتس |
| العلوم الإنسانية       | الفلسفة اليهودية   | البروفيسور دوف شفارتس                                 |
| الثقافة والفنون        | موسيقى             | البروفيسور بيتي أوليفيرو والبروفيسور تسفي أفني        |
| الحائز على جائزة إيميت |                    | قاضي المحكمة العليا السابق غابرييل باخ                |

### 2014
| فئة الجائزة            | مجال                | الفائزون                                                    |
| ---------------------- | ------------------- | ----------------------------------------------------------- |
| العلوم الدقيقة         | علوم الكمبيوتر      | البروفيسور شمعون أولمان                                     |
| علوم الحياة            | التكنولوجيا الحيوية | البروفيسور ديفيد والاش                                      |
| العلوم الاجتماعية      | قانون               | البروفيسور يتسحاق زمير والبروفيسور آرييل بورات              |
| العلوم الإنسانية       | علم الآثار          | البروفيسور نعمة غورين عنبار والبروفيسور يورام تسافرير       |
| الثقافة والفنون        | العمارة             | المهندس المعماري شلومو أرونسون والمهندس المعماري يعقوب يعار |
| الحائز على جائزة إيميت |                     | البروفيسور مايكل سيلا                                       |

### 2013
| فئة الجائزة       | مجال            | الفائزون                                                                  |
| ----------------- | --------------- | ------------------------------------------------------------------------- |
| العلوم الدقيقة    | الفيزياء        | البروفيسور موتي (موردهاي) هيبلوم                                          |
| علوم الحياة       | وراثية          | البروفيسور بن زيون شيلو والبروفيسور جيورا سيمشين والبروفيسور جدعون ريشافي |
| العلوم الاجتماعية | العلوم السياسية | البروفيسور شلومو افينيري                                                  |
| العلوم الإنسانية  | اللغات اليهودية | البروفيسور ديفيد م. بونيس                                                 |
| الثقافة والفنون   | الرسم والنحت    | بروفيسور تسفي غولدشتاين (رسم)، بروفيسور ناحوم تيفيت (نحت)                 |

### 2012
| فئة الجائزة       | مجال              | الفائزون                                             |
| ----------------- | ----------------- | ---------------------------------------------------- |
| العلوم الدقيقة    | كيمياء            | البروفيسور رافائيل مشولام والبروفيسور أبراهام نيتسان |
| علوم الحياة       | علم وظائف الأعضاء | البروفيسور عادي كيمتشي والبروفيسور مارشال ديفور      |
| العلوم الاجتماعية | اقتصاديات         | البروفيسور مناحيم يعاري                              |
| العلوم الإنسانية  | اللغويات          | البروفيسور روث أ. بيرمان والبروفيسور موشيه بار آشر   |
| الثقافة والفنون   | التمثيل           | السيدة ليا كونيج - ستولبر                            |

### 2011
| فئة الجائزة       | مجال            | الفائزون                                                |
| ----------------- | --------------- | ------------------------------------------------------- |
| العلوم الدقيقة    | الرياضيات       | البروفيسور سهارون شيلح والبروفيسور نوجا ألون            |
| العلوم الاجتماعية | علم النفس       | البروفيسور دان زكاي والبروفيسور غيرشون بن شخار          |
| العلوم الإنسانية  | القانون اليهودي | البروفيسور إلياف شوخيتما والبروفيسور بيراتشياهو ليفشيتز |
| الثقافة والفنون   | التصوير         | ميكي كراتسمان وحنان لاسكين                              |

### 2010
| فئة الجائزة       | مجال                                 | الفائزون |
| ----------------- | ------------------------------------ | --- |
| العلوم الدقيقة    | علوم الكمبيوتر                       | البروفيسور ساريت كراوس والبروفيسور ديفيد هاريل                                                                   |
| علوم الحياة       | أبحاث الدماغ                         | البروفيسور موسى بي إتش يوديم والبروفيسور باروخ مينك                                                              |
| العلوم الاجتماعية | الصحافة                              | كرميلا منشيه |
| العلوم الإنسانية  | دراسات الشرق الأوسط وأفريقيا القديمة | البروفيسور إيتامار سنجر (دراسات الشرق الأوسط القديم)، البروفيسور ديفيد دين شولمان (الدراسات الأفريقية والآسيوية) |
| الثقافة والفنون   | الشعر والأدب                         | شين شيفرا |

### 2009
| فئة الجائزة      | مجال                                 | الفائزون                                                                    |
| ---------------- | ------------------------------------ | --------------------------------------------------------------------------- |
| العلوم الدقيقة   | الفيزياء                             | البروفيسور هاري ج. ليبكين                                                   |
| علوم الحياة      | ابحاث السرطان                        | البروفيسور حاييم سيدار والبروفيسور أهارون رازين                             |
| العلوم الإنسانية | الدراسات التلمودية والفلسفة اليهودية | البروفيسور مناحيم كاهانا (التلمود)، البروفيسور زيف هارفي (الفلسفة اليهودية) |
| الثقافة والفنون  | الكوريغرافيا والرقص                  | يائير فاردي وأوهاد نهارين                                                   |

### 2008
| فئة الجائزة       | مجال                | الفائزون                                          |
| ----------------- | ------------------- | ------------------------------------------------- |
| العلوم الدقيقة    | كيمياء              | البروفيسور جوشوا جورتنر والبروفيسور إيتامار ويلنر |
| علوم الحياة       | علم الوراثة         | البروفيسور باتشيفا كيريم والبروفيسور يورام جرونر  |
| العلوم الاجتماعية | تعليم               | البروفيسور موشيه دوف كاسبي وراشيل إلبويم درور     |
| العلوم الإنسانية  | دراسات الشرق الأوسط | البروفيسور إيتان كولبرغ والبروفيسور ساسون سوميخ   |
| الثقافة والفنون   | موسيقى              | البروفيسور يتسحاق ساداي ويوني ريشتر               |

### 2007
| فئة الجائزة       | مجال                                  | الفائزون                                                                                             |
| ----------------- | ------------------------------------- | --- |
| العلوم الدقيقة    | علوم الكمبيوتر والرياضيات             | البروفيسور ميخا شرير (علوم الكمبيوتر)، البروفيسور فيتالي ميلمان والبروفيسور شموئيل أجمون (الرياضيات) |
| علوم الحياة       | الكيمياء الحيوية وعلم الأحياء الدقيقة | البروفيسور يوسف ياردن (الكيمياء الحيوية)، البروفيسور إليورا ز. رون (علم الأحياء الدقيقة)             |
| العلوم الاجتماعية | القانون وعلم الجريمة                  | البروفيسور أهرون باراك (القانون)، البروفيسور شلومو جيورا شوهام (علم الجريمة)                         |
| العلوم الإنسانية  | الفلسفة والتاريخ                      | البروفيسور أفيشاي مرغليت (الفلسفة)، البروفيسور ميريام يارديني (التاريخ)                              |
| الثقافة والفنون   | الأدب                                 | سامي مايكل وديفيد جروسمان                                                                            |

### 2006
| فئة الجائزة       | مجال                                 | الفائزون                                                                                          |
| ----------------- | ------------------------------------ | ------------------------------------------------------------------------------------------------- |
| العلوم الدقيقة    | الفيزياء وعلوم الأرض                 | البروفيسور ياكير أهارونوف والبروفيسور يوسف إيمري (الفيزياء) والبروفيسور تسفي غارفونكل (علم الأرض) |
| علوم الحياة       | الطب والبيولوجيا                     | البروفيسور بيرتس لافي (الطب)، البروفيسور عادا يونات والبروفيسور إيلي كيشيت (علم الأحياء)          |
| العلوم الاجتماعية | علوم الاقتصاد والإدارة               | البروفيسور حاييم ليفي والبروفيسور أرييل روبنشتاين                                                 |
| العلوم الإنسانية  | الدراسات التلمودية والفلسفة اليهودية | البروفيسور ياكوف سوسمان (التلمود)، البروفيسور يهودا ليبيس (الفلسفة اليهودية)                      |
| الثقافة والفنون   | والهندسة المعمارية والتصميم          | تسفي ناركيس (التصميم) ونيتزا ميتزغر زموك (الهندسة المعمارية)                                      |

### 2005
| فئة الجائزة       | مجال                           | الفائزون                                                                                               |
| ----------------- | ------------------------------ | --- |
| العلوم الدقيقة    | الكيمياء والهندسة الكيميائية   | بروفيسور مئير فيلتشيك (كيمياء)، بروفيسور زهيف تدمر (هندسة كيميائية)                                    |
| علوم الحياة       | أبحاث السرطان والبيولوجيا      | البروفيسور يوسف شيلوه (أبحاث السرطان)، البروفيسور تسفي زيلنغر (علم الأحياء)                            |
| العلوم الاجتماعية | علم الآثار وعلم الاجتماع       | البروفيسور عاموس كلونر والبروفيسور إفرايم ستيرن (علم الآثار)، البروفيسور إس إن آيزنشتات (علم الاجتماع) |
| العلوم الإنسانية  | البحوث الأدبية والبحوث الدينية | البروفيسور آر جي زوي ويربلوسكي (الدين)، البروفيسور بنيامين هارشاف (الأدب)                              |
| الثقافة والفنون   | المخرج والتمثيل (المسرح)       | ميخائيل غوريفتش (مدير مسرح ومخرج)، أورنا بورات (بالوكالة)                                              |

### 2004
| فئة الجائزة       | مجال                                          | الفائزون                                                                                  |
| ----------------- | --------------------------------------------- | ----------------------------------------------------------------------------------------- |
| العلوم الدقيقة    | علوم الكمبيوتر والرياضيات                     | البروفيسور مايكل أو. رابين (علوم الكمبيوتر)، البروفيسور هيليل فورستنبرج (الرياضيات)       |
| علوم الحياة       | التكنولوجيا الحيوية وأبحاث الدماغ             | البروفيسور ميشيل ريفيل (التكنولوجيا الحيوية)، البروفيسور موشيه أبيليس (أبحاث الدماغ)      |
| العلوم الاجتماعية | علم النفس والتربية                            | البروفيسور ماريو ميكولنسر (علم النفس)، البروفيسور تسفي لام والأستاذ حاييم هراري (التعليم) |
| العلوم الإنسانية  | التاريخ والتاريخ اليهودي وأبحاث الكتاب المقدس | البروفيسور مائير بيناياهو (التاريخ)، البروفيسور إيمانويل توف (أبحاث الكتاب المقدس)        |
| الثقافة والفنون   | الرسم والنحت                                  | يائير غاربوز (الرسم)، يعقوب دورشين (نحت)                                                  |

### 2003
| فئة الجائزة       | مجال                       | الفائزون                                                                                    |
| ----------------- | -------------------------- | ------------------------------------------------------------------------------------------- |
| العلوم الدقيقة    | الفيزياء                   | بروفيسور ايجال تالمي ، بروفيسور يوفال نعمان                                                 |
| علوم الحياة       | الزراعة والبيولوجيا        | البروفيسور فاردا روتر والبروفيسور موشيه أورين (علم الأحياء)، البروفيسور إيلان شيت (الزراعة) |
| العلوم الاجتماعية | قانون                      | البروفيسور روث جافيسون                                                                      |
| العلوم الإنسانية  | تاريخ                      | بروفيسور مايكل كونفينو ، بروفيسور موشيه جامر                                                |
| الثقافة والفنون   | الموسيقى الكلاسيكية والرقص | رينا شينفيلد (رقص)، البروفيسور نعوم شريف (موسيقى)                                           |

### 2002
| فئة الجائزة       | مجال                                 | الفائزون                                                                                       |
| ----------------- | ------------------------------------ | ---------------------------------------------------------------------------------------------- |
| العلوم الدقيقة    | كيمياء                               | البروفيسور دان شيختمان ، البروفيسور رافائيل ليفين                                              |
| علوم الحياة       | الطب وعلم الوراثة                    | البروفيسور أفرام هيرشكو ، البروفيسور آرون تشيتشانوفر ، البروفيسور ليو ساكس                     |
| العلوم الاجتماعية | اقتصاديات                            | البروفيسور الحنان هيلبمان ، البروفيسور إسرائيل أومان                                           |
| العلوم الإنسانية  | الدراسات التلمودية والفلسفة اليهودية | البروفيسور يسرائيل موشيه تاشما (الدراسات التلمودية) البروفيسور موشيه إيدل ( الفلسفة اليهودية ) |
| الثقافة والفنون   | الأدب                                | إس يزهار (إيزهار سميلانسكي)                                                                    |

## روابط خارجية
- صفحة الويب الرسمية باللغة الإنجليزية
- جائزة إيميت للفن والعلوم والثقافة (الموقع الرسمي)